# 圣马姆
圣马姆（法語：Saint-Masmes，法語發音：[sɛ̃ mam]）是法国马恩省的一个市镇，属于兰斯区。

## 地理
圣马姆（49°18'43"N, 4°15'45"E）面积6.58 平方千米，位于法国大東部大區马恩省，该省份为法国东北部内陆省份，北起阿登省，西北接埃纳省，西南接塞纳-马恩省，南至奥布省，东南接上马恩省，东临默兹省。
与圣马姆接壤的市镇（或旧市镇、城区）包括：埃普瓦、厄特雷日维尔、拉瓦讷、塞勒。

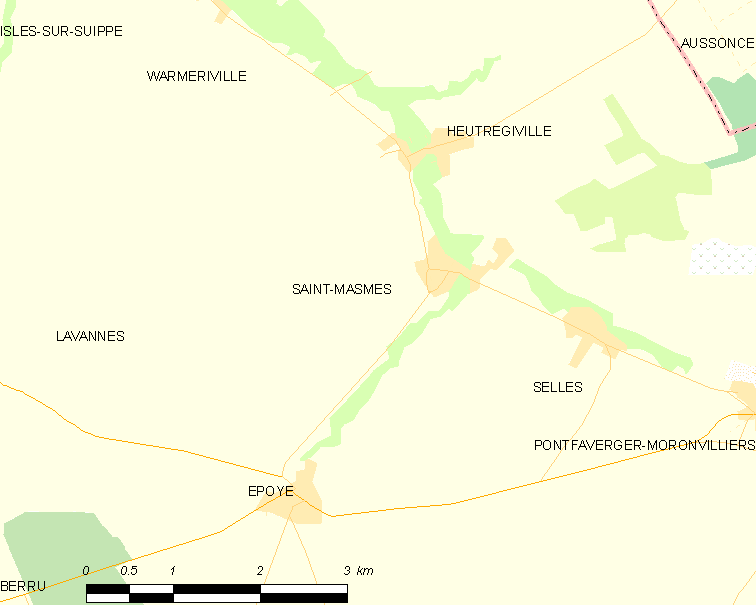
圣马姆的OSM定位图

圣马姆的时区为UTC+01:00、UTC+02:00（夏令时）。

## 行政
圣马姆的邮政编码为51490，INSEE市镇编码为51505。

## 政治
圣马姆所属的省级选区为穆尔默隆-韦勒-香槟山县。

## 人口

1962-2008年间圣马姆人口变化图示

圣马姆于2022年1月1日时的人口数量为527人。